# Wikipedia en vietnamita
La Wikipedia en vietnamita (en vietnamita: Wikipedia tiếng Việt) es la versión de la Wikipedia en ese idioma. Este wiki inició en noviembre de 2002, pero no empezó a ganar muchas contribuciones hasta que "se reinició" el octubre de 2003. En enero de 2006 estaba cerca de alcanzar los 5000 artículos, y al 19 de noviembre de 2007, tenía más de 26 500 artículos y el 12 de septiembre de 2009 alcanzó los 100 000 artículos. 
La Wikipedia en vietnamita usa AVIM, un método de entrada (input method) de JavaScript que permite al usuario entrar el texto con marcas diacríticas usando los métodos de entrada populares, como VIQR y Telex. El usuario puede elegir un método usando una lista debajo de la barra lateral.
Actualmente contiene 1 293 642 artículos, lo que la convierte en la duodécima Wikipedia con más artículos; tiene 984 243 usuarios, de los cuales 1291 son activos.
El 67 % de sus artículos han sido creados por bots.

## Fechas claves
- El 16 de enero de 2019 llega a los 1 200 000 artículos.
- El 12 de julio de julio de 2014 llega a los 1 100 000 artículos
- El 15 de junio de 2014 llega al 1 000 000 de artículos.
- El 29 de mayo de 2014 llega a los 900 000 artículos.
- El 16 de julio de 2013 llega a los 800 000 artículos.
- El 3 de febrero de 2012 llega a los 300 000 artículos.
- El 17 de enero de 2012 llega a los 250 000 artículos.
- El 7 de abril de 2011 llega a los 200 000 artículos.
- El 9 de enero de 2011 llega a los 150 000 artículos.
- El 12 de septiembre de 2009 llega a los 100 000 artículos.
- El 25 de agosto de 2008 llega a los 50 000 artículos.